# Elfie Mayerhofer
Elfie Mayerhofer, in einigen Filmvorspännen auch aufgeführt als Meyerhofer, gesch. Lauterbach, verh. Berreßem (* 15. März 1917 in Marburg an der Drau, Österreich-Ungarn als Elfriede Josefine Wohlkönig; † 28. Dezember 1992 in Maria Enzersdorf, Österreich) war eine österreichische Filmschauspielerin und Opernsängerin (Sopran). Aufgrund ihrer Stimme erhielt sie durch Presse und Publikum den Beinamen „Die Wiener Nachtigall“.

## Leben

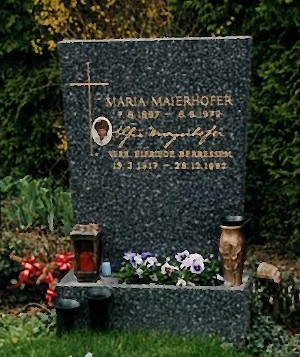
Grabstätte von Elfie Mayerhofer

Elfie Mayerhofer wurde am 15. März 1917 als uneheliche Tochter des Lehrers und zum damaligen Zeitpunkt als Fähnrich im Ersten Weltkrieg im Kriegsdienst befindlichen Johann Maierhofer (* 12. Mai 1895 in St. Marein bei Wolfsberg) und der Maschinenführerstochter Maria Veronika (geborene Wohlkönig; * 7. August 1897 in St. Magdalena, Marburg; † 8. September 1972), im damals noch zu Österreich-Ungarn gehörenden Marburg an der Drau geboren und am 5. April 1917 auf den Namen Elfriede Josefine getauft. Fast auf den Tag genau ein Jahr nach ihrer Geburt heirateten ihre Eltern am 10. März 1918 in der Pfarrkirche St. Magdalena, woraufhin sie auch den Familiennamen ihres Vaters führte.
Nach absolvierter Schulausbildung studierte sie Musik und hatte ihr Theaterschauspieldebüt am Jugendtheater in München. Auch in Zürich und Wien konnte sie reüssieren und Engagements an der Staatsoper München und an verschiedenen Theatern in Berlin in den frühen 1930er Jahren machten sie auch für das Filmgeschäft interessant. Im Jahre 1938 erhielt sie die erste größere Rolle in dem Streifen Frauen für Golden Hill. Immer wieder folgten danach weitere Musikfilme, darunter so bekannte wie Hotel Sacher (1939), Wir bitten zum Tanz (1941) und Meine Frau Teresa (1942). Am Berliner Metropol-Theater spielte sie die weibliche Hauptrolle in Schmidseders Frauen im Metropol. Sie stand 1944 in der Gottbegnadeten-Liste des Reichsministeriums für Volksaufklärung und Propaganda.
Nach dem Zweiten Weltkrieg trat sie zunächst in Konzerten und an der Oper auf. 1946 sang sie den Cherubino in Le nozze di Figaro unter Felix Prohaska. Doch auch in den Filmen nach 1945 hatte Mayerhofer weiter Erfolg. In dem Streifen Anni (1948) sang sie an der Seite von Siegfried Breuer und Josef Meinrad mehrere bekannte Operettenmelodien. Zwischen 1957 und 1960 wirkte sie überdies in einigen der frühen österreichischen Fernsehproduktionen mit.
Mit mehr als 60 Lebensjahren begab sich Mayerhofer noch einmal auf eine Überseereise, wo sie in den späten 1970er Jahren in Opern und Operetten in den USA, Mexiko und Kanada erfolgreich sang und spielte.
Elfie Mayerhofer erhielt im Laufe ihrer Karriere zahlreiche Auszeichnungen, u. a. das Goldene Ehrenzeichen des Landes Wien und die Johann-Strauß-Statuette.
Sie war bis zur Scheidung 1959 mit dem Architekten T. Lauterbach und von 1976 bis zu ihrem Tod mit dem ZDF-Produktionsleiter Joseph Berreßem (1920–2005) verheiratet.
Am 28. Dezember 1992 starb Elfie Mayerhofer im Alter von 75 Jahren in Maria Enzersdorf und wurde am 13. Jänner 1993 in Wien beerdigt. Ihre ehrenhalber gewidmete Grabstelle befindet sich auf dem Grinzinger Friedhof (Gruppe 30, Reihe 3, Nummer 29). Im selben Grab waren 1972 bereits ihre Mutter und 2005 ihr letzter Ehemann beerdigt worden.

## Filmografie
- 1938: Frauen für Golden Hill
- 1939: Hotel Sacher
- 1939: Der Vorhang fällt
- 1941: Das himmelblaue Abendkleid
- 1941: Wir bitten zum Tanz
- 1942: Meine Frau Teresa
- 1943: Ein Mann mit Grundsätzen?
- 1944: Das Lied der Nachtigall
- 1944: Musik in Salzburg
- 1944: Das kleine Hofkonzert
- 1945: Der Puppenspieler (unvollendet)
- 1947: Wiener Melodien
- 1948: Anni
- 1948: Der himmlische Walzer
- 1949: Höllische Liebe
- 1950: Geliebter Lügner
- 1950: Küssen ist keine Sünd
- 1952: Verlorene Melodie
- 1954: Clivia (nur Hintergrundgesang)
- 1955: Abschiedsvorstellung (TV)
- 1960: Madame Pompadour
- 1963: Wie man mich wünscht (TV)
- 1966: Von uns – für Sie! (TV)
- 1968: Die Landstreicher (TV)

## Musik
Einige ihrer bekannten Lieder kann man auf einer zusammengestellten CD hören. Elfie Mayerhofer, Ilse Werner, Marika Rökk singen auf der 1995 erschienenen Compact-Disc Lieder aus den Filmen Frauen sind doch bessere Diplomaten, Die schwedische Nachtigall, Gasparone, Heisses Blut, Eine Nacht im Mai und viele andere aus der Zeit von 1939 bis 1949.

## Tondokumente
- CD-Edition Elfie Mayerhofer – 3CD-Box mit Opern- und Operettenarien, Filmliedern, u. a. Mozart, Gounod, Suppé, J.Strauß, Millöcker, Eysler, Fall, Lehár, Dostal, Schmidseder, Grothe – Hamburger Archiv für Gesangskunst 2012